# É Show
É Show foi um programa de televisão de variedades e auditório apresentado por Adriane Galisteu, e exibido pela RecordTV. Foi exibido entre 30 de outubro de 2000 e 5 de outubro de 2004.

## Fases e horários
O programa seguia o mesmos moldes do Superpop da RedeTV!, programa esse apresentado anteriormente por Adriane. Essa fase foi marcada pela disputa entre o É Show e o antigo programa de Galisteu, que passou a ser encabeçado pela então modelo Luciana Gimenez. Os dois programas disputavam ponto a ponto.  Essa fase durou de 30 de outubro de 2000 até 02 de outubro de 2001. Tentando fugir da concorrência e atingir o público jovem o programa mudou para o horário das onze. A RedeTV! reagiu esticando o Superpop até meia noite mantendo a competição entre os dois programas. Essa fase durou de 03 de outubro de 2001 até 15 de fevereiro de 2002. Devido a mudanças na grade para acomodar a exibição de jogos de futebol o programa deixa de ser diário, sendo exibido as terças e sextas. Essa fase durou de 19 de fevereiro de 2002. O programa foi mudado das sextas para os domingos de 19h as 21h no horário anteriormente ocupado pelo No Vermelho. Essa fase durou de 15 de dezembro de 2002, até 19 de janeiro de 2003. A audiência não correspondeu e programa rapidamente voltou para o horário anterior. Essa fase durou de 31 de janeiro de 2003, até 25 de julho de 2003. Em uma mudança na grade da RecordTV, a edição de sexta-feira troca de lugar com o programa Roleta Russa, apresentado por Milton Neves, e vai para as quintas-feiras, Essa fase durou de 31 de julho de 2003. até 26 de fevereiro de 2004. Fase final do programa, retornou para as sextas. foi dominada pelas especulações sobre a mudança de Galisteu para o SBT. Essa fase durou de 05 de março de 2004 até 05 de outubro de 2004.

## Audiência
Em sua estreia, o programa registrou 6 pontos, ficando em terceiro lugar na audiência. Nas semanas seguintes, a média oscilava entre 3 e 4 pontos, registrando uma média de 8 pontos em 14 de fevereiro de 2001. Nas semanas seguintes, o Superpop acabou ultrapassando a audiência do programa. No horário das nove as médias variavam entre 2 e 8 pontos, com a mudança para as 23h o programa inicialmente estabilizou nos 5 pontos. Em 2003 a média do programa girava em torno dos 6 pontos. No seu último ano, em 2004, em meio as polêmicas da não renovação do contrato com a RecordTV e a mudança para o SBT fizeram o programa registrar uma baixa, caindo para 3 pontos de média.

## Censura e substituta
Existiram e vários momentos notícias de censuras feitas pela Record ao programa. Algumas apresentações teriam sido vetadas pela emissora, como a banda Braga Boys, devido à sua coreografia sensual. Tal posicionamento fez com que a direção do programa adotasse uma posição de autocensura. A música "Castigo", do cantor Buchecha foi vetada por conter a palavra "gozo" fazendo com que o cantor cancelasse sua participação no programa. A canção "Dandalunda" de Margareth Menezes também foi impedida, por fazer menção a santos. Em homenagem a Parada Gay, Galisteu gravou um programa com várias drag queens, porém antes do programa ir ao ar a emissora mandou editar e todas as imagens das drags foram retiradas.

Diante da indefinição sobre a saída de Adriane Galisteu da RecordTV com o fim de seu contrato em setembro de 2004 começaram a surgir nomes que possivelmente poderia substituir a loira no comando do É Show. A atriz Luana Piovani foi um dos nomes procurados pela emissora, tendo sido realizadas algumas reuniões para discutir as propostas. Outro nome cogitado para substituir Galisteu foi o de Daniella Cicarelli, que na época vivia um ótimo momento na MTV. A então modelo Ana Hickmann também foi cotada para assumir o programa. A mesma assinou contrato com a emissora, porém acabou indo para outro programa, o Tudo a Ver.